# 蓋氏椒雀鯛
蓋氏椒雀鯛（學名：Plectroglyphidodon gascoynei），為輻鰭魚綱鱸形目雀鯛科椒雀鯛屬的其中一種，分布於西太平洋珊瑚海及塔斯曼海海域，深度1至30公尺，本魚體呈卵圓形且側扁，身體與頭部顏色主要為褐色, 腹部上方橘黃色，從吻部到眶下骨有一藍色的條紋，鰓蓋上有藍色或帶紫色的斑點，體被櫛鱗，每個鱗片有深褐色邊, 呈現成列的狹窄橫紋，背部是鰭褐色, 最後面的是略微半透明，尾鰭是半透明的黃褐色到褐色，最外的部份淡黃色，臀鰭與腹鰭黃色到橘色，背鰭硬棘14枚;背鰭軟條14-16枚;臀鰭硬棘2枚;臀鰭軟條13-14枚，棲息在礁石區，屬雜食性，以藻類、小型無脊椎動物為食，生活習性不明。